# Galvarino Apablaza
Galvarino Sergio Apablaza Guerra (* 9. November 1950 in Santiago de Chile) ist ein ehemaliger chilenischer Untergrundkämpfer, Mitglied der Kommunistischen Partei Chiles (PCCh) und einer der Gründer der Frente Patriótico Manuel Rodríguez (FPMR). Letztgenannte Organisation leitete er zwischen 1988 und 2001.

## Biographie

### Erste Jahre
Galvarino Sergio ist das vierte von sechs Kindern von Galvarino Apablaza und Luisa Guerra Urrutia. Alle Geschwister schlossen ihre Sekundärausbildung ab, doch während seine Geschwister anschließend einer Arbeit nachgingen, begann Galvarino Sergio als einziger ein Universitätsstudium.
Im Laufe seines Studiums formten sich seine politischen Grundsätze, nachdem er 1968 den Juventudes Comunistas de Chile beigetreten war. Nach seinem ersten Studienjahr wurde er zum Fakultätsvertreter im chilenischen Studentenverband gewählt. Nach dem Militärputsch vom 11. September 1973 wurde Apablaza festgenommen und in verschiedenen Lagern festgehalten, darunter Londres 38 und das Estadio Nacional de Chile. Am 5. September 1974 wurde er mit anderen 124 Chilenen in Richtung Panama als politischer Flüchtling des Landes verwiesen. Er entschied sich aus gesundheitlichen Gründen, nach Kuba weiterzuziehen, wo er im Dezember 1974 ankam. Seinen Rufnamen „Compay“ erhielt er dort.

### Kommunistischer Widerstand
Nach einiger Zeit in Havanna entschied er sich, sich am Aufbau eines „neuen Heeres zur Befreiung Chiles vom Faschismus“ zu beteiligen, in dem er den Grad eines comandante („Comandante Salvador“) erreichte.
1978 wurde er ins Zentralkomitee der PCCh aufgenommen – ein Signal zugunsten des bewaffneten Projektes der Partei, ohne dass je Wert auf Apablazas persönliche Einstellungen gelegt worden wäre. 1979 reiste er mit einem chilenischen Kontingent nach Nicaragua um die Sandinisten in ihrem Kampf gegen Anastasio Somoza Debayle zu unterstützen.
Apablaza konnte auf Vertrauensleute wie den späteren FPMR-Anführer Raúl Pellegrin und Juan Gutiérrez Fischmann, einen Schwager Raúl Castros zählen. Anfang 1986 entschied Apablaza heimlich nach Chile zurückzukehren, wo er sich dem FPMR anschloss. Nachdem noch im selben Jahr zwei FPMR-Operationen – zum einen ein groß angelegter Waffenschmuggel, zum anderen ein Attentat auf Augusto Pinochet – scheiterten, musste Apablaza, der an den Operationen selbst nicht beteiligt war, schnell nach Kuba zurückkehren.
Nach Pellegrins Tod 1988 ging Apablaza erneut nach Chile um Anführer des radikalen Flügels FPMR-Autónomo zu werden, der sich ein Jahr zuvor vom PCCh abgespalten hatte. Gemeinsam mit Fischmann und Mauricio Hernández Norambuena soll Apablaza späteren gerichtlichen Ermittlungen zufolge die Entführung des Unternehmers Cristián Edwards und die Ermordung des Senators Jaime Guzmán 1991 angeordnet haben. Nachdem er danach erneut nach Kuba geflüchtet war, siedelte er sich 1994 in Argentinien an.
2000 kam es zu Zerwürfnissen zwischen Apablaza, Fischmann und Hernández, in deren Folge Apablaza den FPMR verließ. 2001 schuf Apablaza eine neue Gruppierung namens Identidad Rodriguista.

### Argentinisches Exil
Auf Betreiben der chilenischen Justiz stellte die Interpol im Juni 2004 einen internationalen Haftbefehl gegen Apablaza aus. Am 29. November 2004 wurde er von der argentinischen Polizei in Moreno (Buenos Aires) aufgegriffen, wo er unter dem falschen Namen Héctor Daniel Mondaca gemeinsam mit seiner Partnerin und Kindern gelebt hatte.
Apablaza verbrachte daraufhin sieben Monate in Haft in Buenos Aires, bis der Richter Claudio Bonadío am 4. Juli 2005 entschied, dem Antrag Chiles auf Auslieferung nicht zu entsprechen. Als Grund nannte er, Apablazas Recht auf einen fairen Prozess und auf Verteidigung seien in Chile beeinträchtigt. Tags darauf wurde Apablaza gegen eine Kaution von 3500 US-Dollar sowie die Auflage, das Partido Moreno nicht zu verlassen, freigelassen. Die chilenische Regierung berief beim Obersten Gerichtshof Argentiniens gegen das Urteil, Apablaza hingegen beantragte bei der argentinischen Regierung politisches Asyl.
Der Fall wurde neu aufgerollt, nachdem Norambuena Apablaza beschuldigt hatte, in die Fälle Guzmán und Edwards involviert gewesen zu sein. Daraufhin genehmigte der Oberste Gerichtshof Argentiniens im September 2010 Apablazas Auslieferung, hielt aber fest, dass die Exekutive endgültig über die Rechte des Beschuldigten im Sinne des Ley General de Reconocimiento y Protección al Refugiado zu entscheiden habe. Am 30. September 2010 fiel schließlich die Entscheidung der Comisión Nacional de Refugiados, Apablaza politisches Asyl zu gewähren, woraufhin Apablaza nicht ausgeliefert wurde.
Für Aufsehen in Chile sorgte Apablazas Erscheinen bei einer Gedenkveranstaltung für Carlos Prats in Buenos Aires im September 2014. Unter der Präsidentschaft Mauricio Macris wurde Apablaza im Dezember 2017 der Asylstatus entzogen, seine Rechtsvertreter konnten jedoch durch Beeinspruchung dieser Entscheidung eine Auslieferung an Chile unterbinden.